# Phir Milenge

Phir Milenge est un film indien de 2004, réalisé par Revathi, avec Shilpa Shetty, Abhishek Bachchan et Salman Khan dans les rôles principaux. Le film s'inspire du film américain Philadelphia.

## Synopsis
Tamanna Sahni occupe un poste-clé au sein d'une agence de publicité. Depuis toujours, ses idées et son travail ont largement contribué au succès de l'entreprise. Au cours d'une réunion d'anciens élèves, elle retrouve Rohit, son ancien petit ami. Le désir ne s'est pas estompé malgré les années qui ont passé et Tammana et Rohit vivent à nouveau de tendres moments ensemble avant de repartir chacun de leur côté.
La vie de Tammana bascule peu après lorsqu'elle apprend qu'elle est séropositive. Elle cherche à contacter Rohit, mais ce dernier reste introuvable. Après une période de déprime, elle décide de reprendre sa vie en main. En se rendant à son travail, elle découvre que son patron l'a licenciée. Persuadée d'avoir été évincée à cause de sa séropositivité, la jeune femme engage Tarun Anand, un avocat, et assigne son ancien employeur en justice.

## Fiche technique
- Titre : Phir Milenge
- Langues : Hindî, Anglais
- Réalisateur : Revathi
- Scénario et dialogues : Atul Sabharwal
- Pays : Inde
- Sortie : 27 août 2004 (Inde)
- Musique : Shankar-Ehsaan-Loy
- Producteurs : Suresh Balaje et George Pius Tharayil

## Distribution
- Shilpa Shetty : Tamanna Sahni
- Abhishek Bachchan : Tarun Anand
- Salman Khan : Rohit Manchanda
- Revathi : Dr. Raisingh
- Mita Vasisht : Kalyani
- Kamalinee Mukherjee : Tanya